# Liste von Größenordnungen der Leistung
Dies ist eine Zusammenstellung von Leistungsgrößen verschiedener Größenordnungen zu Vergleichszwecken. Die Angaben sind oft als „typische Werte“ zu verstehen, die gerundet sind.
Grundeinheit der Leistung im internationalen Einheitensystem ist das Watt (Einheitenzeichen W), das Formelzeichen P.
Das Watt kann, wie jede SI-Grundeinheit, mit Vorsätzen versehen werden; alternativ wird auch die Exponentialdarstellung (wissenschaftliche Notation) verwendet. In einigen Sparten der Elektrotechnik ist Dezibel gebräuchlich für einen Leistungspegel in dBW (bei Bezug auf 1 Watt) oder dBm (Milliwatt).

## Rontowatt
1 Rontowatt ist ein quadrilliardstel Watt (10−27 W).
- 50 rW – Hawking-Strahlung eines Schwarzen Lochs von 10 Sonnenmassen

## Yoktowatt
1 Yoktowatt ist ein quadrillionstel Watt (10−24 W).

## Zeptowatt
1 Zeptowatt ist ein trilliardstel Watt (10−21 W).
- 10 zW – ungefähre Leistung, mit der das Funksignal der Jupitersonde Galileo auf der Erde von einem 70-Meter-Radioteleskop empfangen wurde

## Attowatt
1 Attowatt ist ein trillionstel Watt (10−18 W).
- 100 aW – minimal empfangbare Sendeleistung von Navigationssignalen eines GNSS im L1/B1/E1-Band an einem GNSS-Empfänger (open service)

## Femtowatt
1 Femtowatt ist ein billiardstel Watt (10−15 W).
- 2,5 fW – Am Antennenanschluss eines UKW-Radios vorhandene Leistung, ab der Radioempfang möglich wird
- 20 bis 50 fW – Mechanische Leistung, die ein schwimmendes Spermium an der umgebenden Flüssigkeit verrichtet

## Pikowatt
1 Pikowatt ist ein billionstel Watt (10−12 W).
- 2,5 pW – Schallstärke an der Hörschwelle eines durchschnittlichen Menschen (gemessen pro Quadratzentimeter bei 1000 Hz entsprechend 0 dB)
- 7,5 bis 100 pW – Leistung eines LTE-Signals an einem Smartphone

## Nanowatt
1 Nanowatt ist ein milliardstel Watt (10−9 W).
- 50 nW – Minisender zur Audioübertragung über geringe Entfernungen dürfen in Deutschland mit maximal 50 Nanowatt senden

## Mikrowatt
1 Mikrowatt ist ein millionstel Watt (10−6 W).
- 2,3 μW – Leistungsaufnahme einer Quarz-Armbanduhr[1]
- 25 μW – maximale Lichtleistung eines Lasers der Laserklasse 1/1M (Laserdrucker, Registrierkassen)

## Milliwatt
1 Milliwatt ist ein tausendstel Watt (10−3 W).
- ≤ 1 mW – Lichtleistung eines Lasers der Laserklasse 2/2M (Laserpointer, Ziel- und Richtlaser (Landvermessung))
- 1 bis 5 mW – Lichtleistung eines Lasers der Laserklasse 3A/3R (Lasershows (Disko), Zieleinrichtungen für Waffen)
- 10 mW – Leistungsabstrahlung der Leuchtdiode einer Infrarot-Fernbedienung
- 20 bis 50 mW – Leistungsaufnahme einer Leuchtdiode bei typisch 20 mA Stromaufnahme
- 63 mW – durchschnittlicher Wärmefluss pro Quadratmeter aus dem Erdinneren zur Erdoberfläche
- einige 100 mW – Elektrische Leistung am Lautsprecher eines Transistorradios

## Watt
- 1 W – maximale Schallleistung eines großen LKW-Motors
- 1,5 W – Leistung des menschlichen Herzens
- 1,5 W – Durchschnittliche Leistung eines Handys
- 2 W – Maximale Sendeleistung eines GSM-Telefons während eines Funkpulses
- 1 bis 10 W – typische Leistungsaufnahme eines Haushaltsgerätes im Bereitschaftsbetrieb („Standby“)
- 20 W – Leistung des menschlichen Gehirns
- 5 bis 25 W – Leistungsaufnahme eines Pentium-M-Prozessors
- 5 bis 25 W – Leistungsaufnahme einer typischen Energiesparlampe
- 15 bis 300 W – Leistungsaufnahme einer typischen Glühlampe
- 30  bis 40 W – Heizleistung eines Teelichts
- 80 bis 100 W – Dauerleistung eines Menschen in Ruhe
- 140 W – Leistungsaufnahme eines Kühlschranks im Betrieb
- 400 W – Durchschnittliche Trittleistung eines Radrennfahrers während einer Bergetappe
- 500 bis 1000 W – mittlere elektrische Leistungsaufnahme eines 4-Personen-Haushaltes (ohne Wärmepumpe)
- 735,49875 W = 1 PS

## Kilowatt
1 Kilowatt sind tausend Watt (103 W).
- 1 kW – Spitzenleistung eines starken Radrennfahrers über kurze Zeit
- 1 bis 2 kW – Leistung eines Wasserkochers, einer Herdplatte, eines Heizlüfters
- 1,37 kW – Sonnenstrahlung pro Quadratmeter auf der Erde, wenn die Sonne im Zenit steht (vor der abschwächenden Wirkung der Atmosphäre), siehe  Solarkonstante
- 2 bis 3,5 kW – Leistungsaufnahme einer Haushalts-Waschmaschine während des Aufheizens
- 3,5 bis 4,5 kW – Leistungsaufnahme eines Haushalts-Backofens während des Aufheizens
- 3 bis 15 kW – Spitzenleistung typischer Hausdach-Photovoltaikanlagen
- 8 kW – Ausgangsleistung von Audioverstärkern im Großbeschallungsbereich
- 10 bis 20 kW – Wärmeleistung einer Heizung eines Einfamilienhauses
- 15 kW – kurzzeitige Höchstleistung eines Pferdes (20 PS)
- 18 bis 21 kW – Durchlauferhitzer im Privathaushalt
- 10 bis 100 kW – maximale Leistungsabgabe eines Motorradmotors
- 74 kW – maximale Leistungsabgabe eines Pkw 100 PS
- 300 bis 400 kW – maximale Leistungsabgabe des Motors eines Reisebusses, eines großen ÖPNV-Busses, eines 40-t-Lkws

## Megawatt
1 Megawatt sind eine Million Watt (106 W).
- 2 MW – effektive Strahlungsleistung des Langwellensenders Felsberg-Berus, des stärksten deutschen Rundfunksenders
- 3 bis 16 MW – Nennleistung großer Windenergieanlagen[2]
- 4 MW – Impuls-Leistung Radarortung (Beispiel Aegis-Radar SPY-1)
- 6 MW – Leistung eines 600-Wattsekunden-Fotoblitzes während der Abbrennzeit von 1/10 000 Sekunde
- 8 MW – Antriebsleistung des Hochgeschwindigkeitszugs ICE 3
- 17,8 MW – Leistungsaufnahme des Tianhe-2, des schnellsten Supercomputers 2013[3]
- 20 MW – Leistung des französischen Rekordhochgeschwindigkeitszugs TGV V 150
- 110 MW – Antriebsleistung des Schlachtschiffes Bismarck an den drei Antriebswellen
- 120 MW – ehemals größte Gasturbinenanlage der Welt in Walheim am Neckar
- 220 MW – Reaktorleistung des Flugzeugträgers Enterprise

## Gigawatt
1 Gigawatt sind eine Milliarde Watt (109 W).
- 1 GW – typische Leistung eines Blocks eines Kernkraftwerks
- 2,1 GW – Wasserkraftwerk im Assuan-Staudamm
- 14 GW – Wasserkraftwerk Itaipú
- 22,4 GW – Drei-Schluchten-Damm in der VR China, Wasserkraftwerk (Stand 2012)
- 23,2 GW – Leistung des Bitcoin-Netzwerkes (Stand 8. Februar 2022)[4]
- 43,2 GW – Triebwerksleistung der ersten Stufe einer Saturn-V-Rakete
- 223 GW – installierte Leistung aller Kraftwerke in Deutschland (Stand 2021)[5]
- 255 GW – installierte Windkraftleistung ganz Europas (Stand 2022)[6]

## Terawatt
1 Terawatt sind eine Billion Watt (1012 W).
- 2,7 TW – durchschnittlich benötigte elektrische Leistung weltweit (Stand 2019)
- 4 TW bis 11 TW (Bereich der Schätzwerte) – Leistung der radioaktiven Prozesse im Erdkern[7]
- 18,9 TW – durchschnittlich benötigte Leistung (Primärenergie) weltweit (Stand 2021)
- 44 TW – Leistung, die die Erde als Wärme aus Erdmantel und Erdkern abgibt
- 300 TW – Impuls-Strahlungsleistung des Hercules Lasers der University of Michigan (knapp 10 J in 3e-14 s)

## Petawatt
1 Petawatt sind eine Billiarde Watt (1015 W).
- 1,5 PW – Wärmeleistung, die der Golfstrom transportiert
- 10 PW – Rekord für stärksten Laserpuls (erstmals erreicht im März 2019 im Forschungszentrum ELI-NP[8] im rumänischen Măgurele, 10 PW in jedem der beiden Laserarme)
- 174 PW – die Erde erreichender Teil der Strahlungsleistung der Sonne (davon erreicht etwa die Hälfte die Erdoberfläche)
- 200 PW – geplante peak power Strahlungsleistung im Projekt Extreme Light Infrastructure[9]

## Exawatt
1 Exawatt sind eine Trillion Watt (1018 W).

## Zettawatt
1 Zettawatt sind eine Trilliarde Watt (1021 W).
- 8 ZW – Strahlungsleistung des Braunen Zwergs Luhman 16A

## Yottawatt
1 Yottawatt sind eine Quadrillion Watt (1024 W).
- 10 YW – Strahlungsleistung des Weißen Zwergs Sirius B
- 383 YW – Strahlungsleistung der Sonne[10]

## Ronnawatt
1 Ronnawatt sind eine Quadrilliarde Watt (1027 W).
- 9,7 RW – Strahlungsleistung des Sirius A

## Quettawatt
1 Quettawatt sind eine Quintillion Watt (1030 W).
- 120 QW – Strahlungsleistung des Deneb (hellster bekannter Stern der Milchstraße)

## Darüber hinaus
- 5e36 W   – Strahlungsleistung der Milchstraße
- 1042–1045 W – Strahlungsleistung eines Gammablitzes
- 3.6e49 W – Leistung abgestrahlter Gravitationswellen beim Ereignis GW150914 (Verschmelzung zweier schwarzer Löcher)[11][12]